# Archidiecezja Vercelli
Archidiecezja Vercelli – archidiecezja metropolitalna Kościoła rzymskokatolickiego w północnych Włoszech. Została erygowana jako diecezja w III wieku, zaś status archidiecezji uzyskała 17 lipca 1817 roku. Parafie diecezji są położone na obszarze aż pięciu świeckich prowincji, w dwóch regionach administracyjnych. Są to prowincja Vercelli, prowincja Novara, prowincja Biella oraz prowincja Alessandria w Piemoncie, a także prowincja Pawia w Lombardii.